# Jevhen Pavlovics Hrebinka
Jevhen Pavlovics Hrebinka, Євген Павлович Гребінка (Marianovka, 1812. január 21. (február 2.) – Szentpétervár, 1848. december 3. (15)) ukrán író.

## Élete
Dzsentri család sarjaként született. Tanulmányait Nyezsinben végezte. 1831-től kezdve jelentek meg írásai. 1834-től Szentpétervárott élt, ahol orosz nyelvet és irodalmat tanított. Az 1840-es években könyvkiadóként is működött. Orosz és ukrán nyelven egyaránt alkotott, de művei főleg ukrán témájúak.

## Művei
- Полное собрание сочинений под ред. Н. Гербеля, т. 1—5. Санкт-Петербург 1862;
- Полное собрание сочинений, т. 1—2. Киев, 1903;
- Твори, т. 1—5. К., 1957;
- Вибране, К., 1961;
- Избранное, вступ. ст. С. Зубкова, К. 1964.